# المملاحة (حبيش)

تعديل مصدري - تعديل

المملاحة محلة تابعة لقرية الضباري، التابعة لعزلة جبل خضراء بمديرية حبيش إحدى مديريات محافظة إب في الجمهورية اليمنية، بلغ تعداد سكانها 35 حسب تعداد اليمن لعام 2004.